# Pique d'Estats
La pique d'Estats (espagnol et catalan : pica d'Estats) est un sommet des Pyrénées situé sur la frontière franco-espagnole, dans le département de l'Ariège côté français et la comarque catalane de Pallars Sobirà côté espagnol.
Avec 3 143 mètres d'altitude, c'est le plus haut sommet du massif du Montcalm.

## Géographie

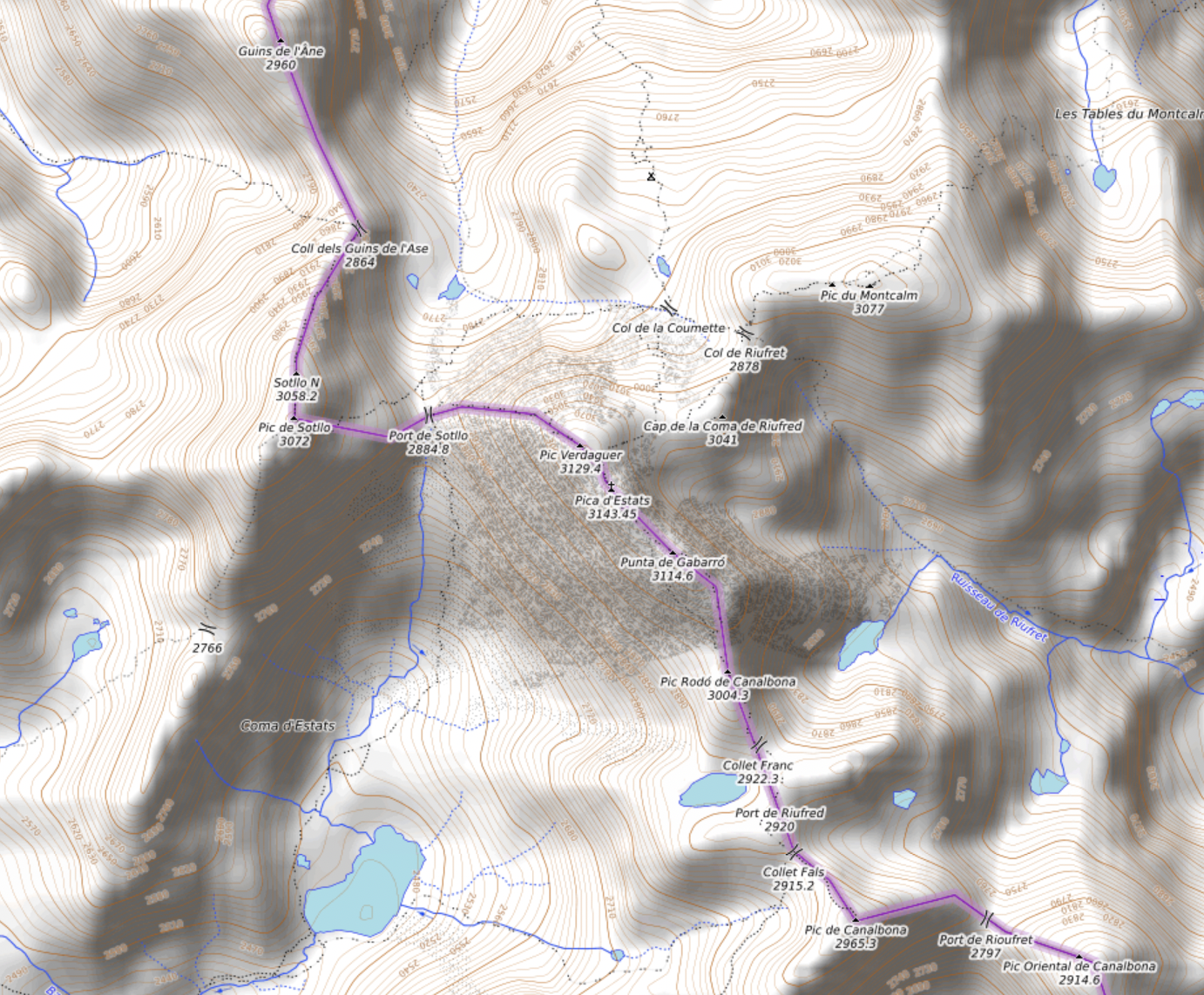
Carte topographique.

### Topographie

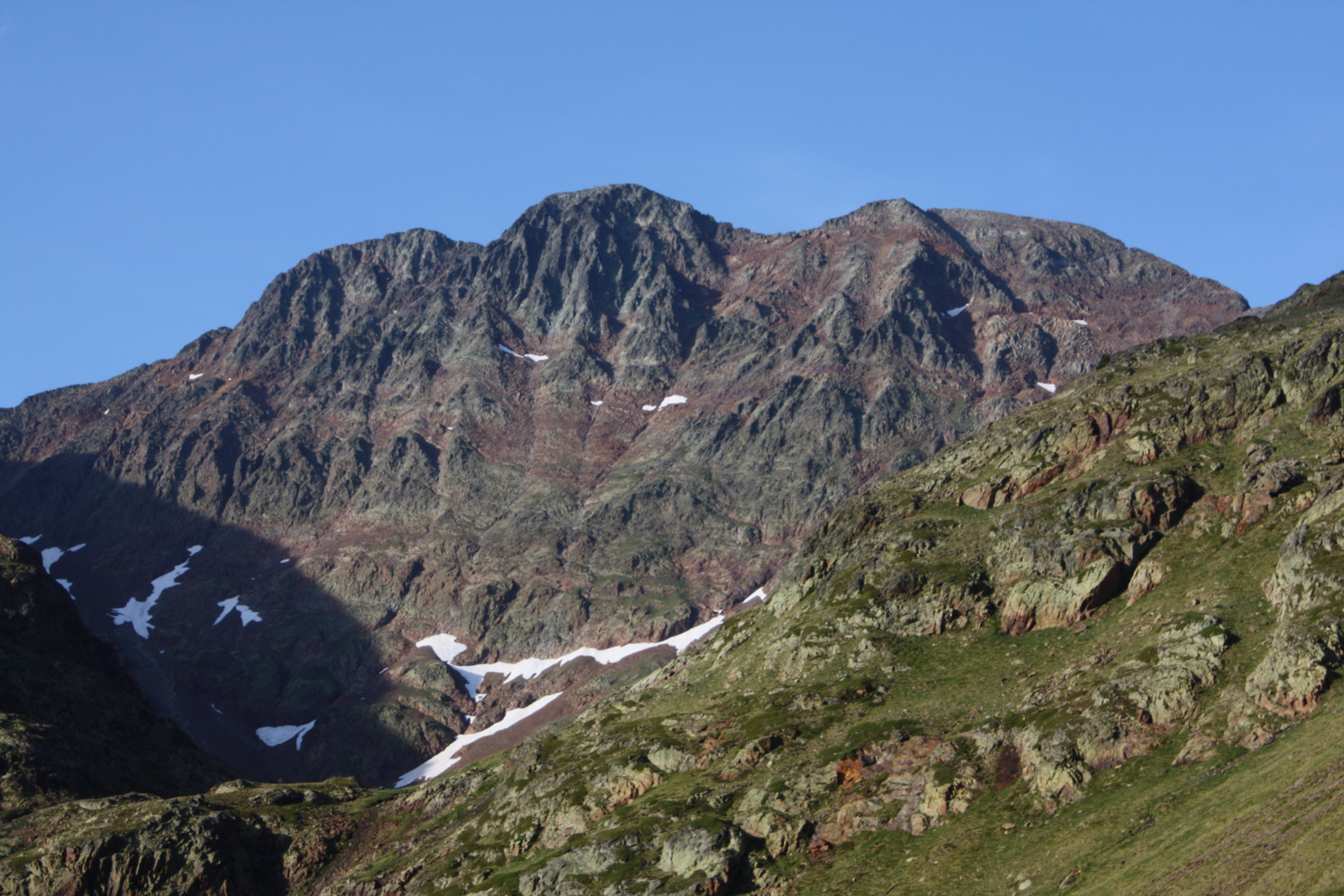
Massif du Montcalm avec la pique d'Estats.

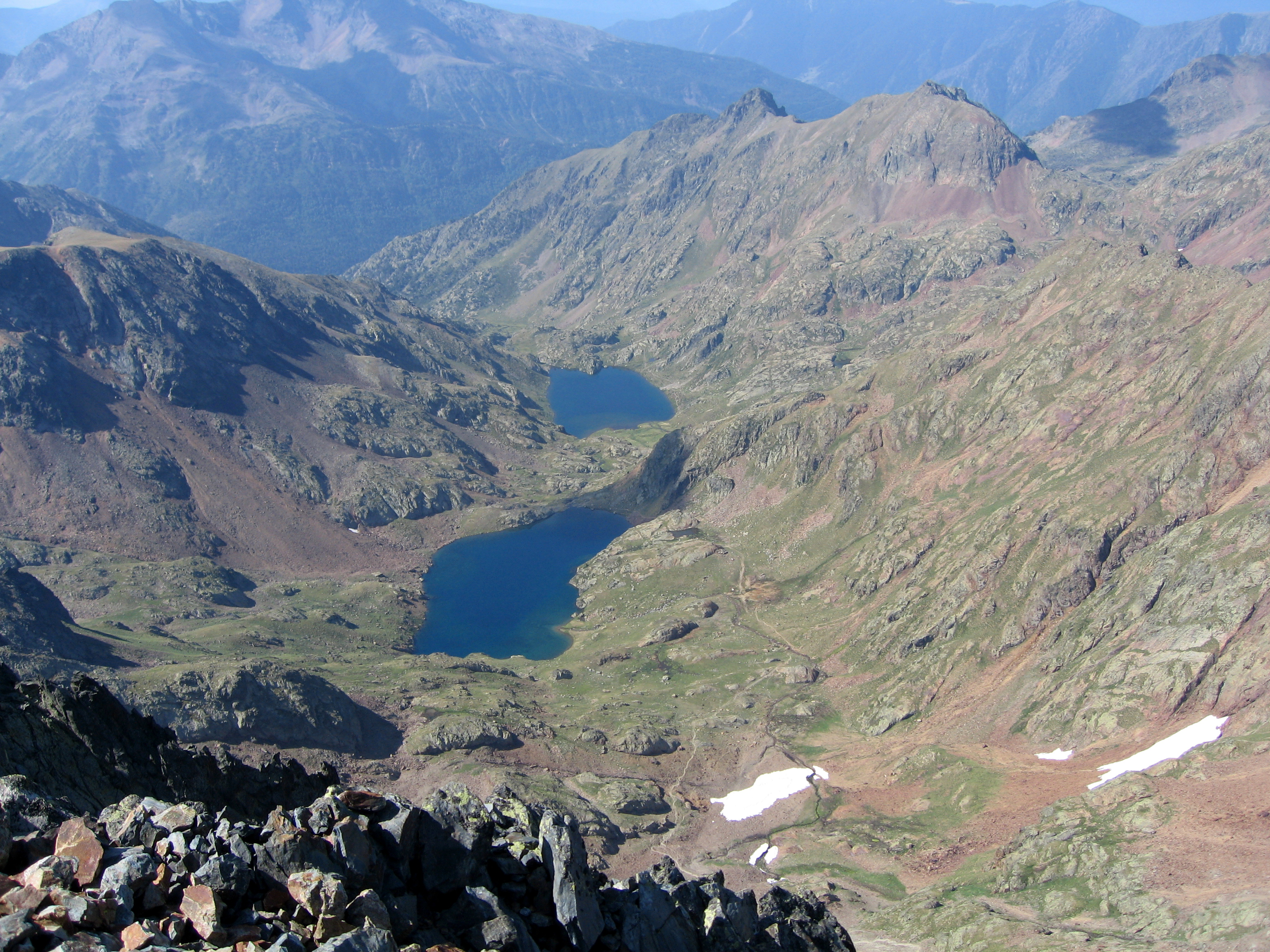
Vue depuis la pique d'Estats : estany d'Estats et estany de Sotllo.

Située dans le massif du Montcalm, au sud d'Auzat et au nord d'Alins, et surplombant la haute vallée de Vicdessos, la pique d'Estats dépasse le pic du Montcalm de plusieurs dizaines de mètres. C'est à la fois le plus haut sommet de l'Ariège et de la Catalogne.
Il est bordé à l'ouest par le pic de Verdaguer (3 131 m) et à l'est par la punta Gabarro (3 115 m).
Le sommet est situé dans les périmètres frontaliers du parc naturel de l'Alt Pirineu et du parc naturel régional des Pyrénées ariégeoises.

### Géologie
Le sommet est constitué d'un ensemble schisto-gréseux datant du Cambrien.

### Climat
Malgré l'altitude, le sommet possède peu de névés.
Le climat est de type montagnard atlantique. Parmi les 28 balises Nivôse de Météo-France, deux se trouvent en Ariège, dont celle du port d'Aula à 2 260 m, assez proche de la pique d'Estats.

## Histoire
La première ascension narrée de la pique d'Estats fut effectuée par Henry Russell et Jean-Jacques Denjean en 1864. Mais d'autres ascensions l'ont probablement précédée, notamment afin d'y effectuer des relevés altimétriques par barométrie.

## Voies d'accès

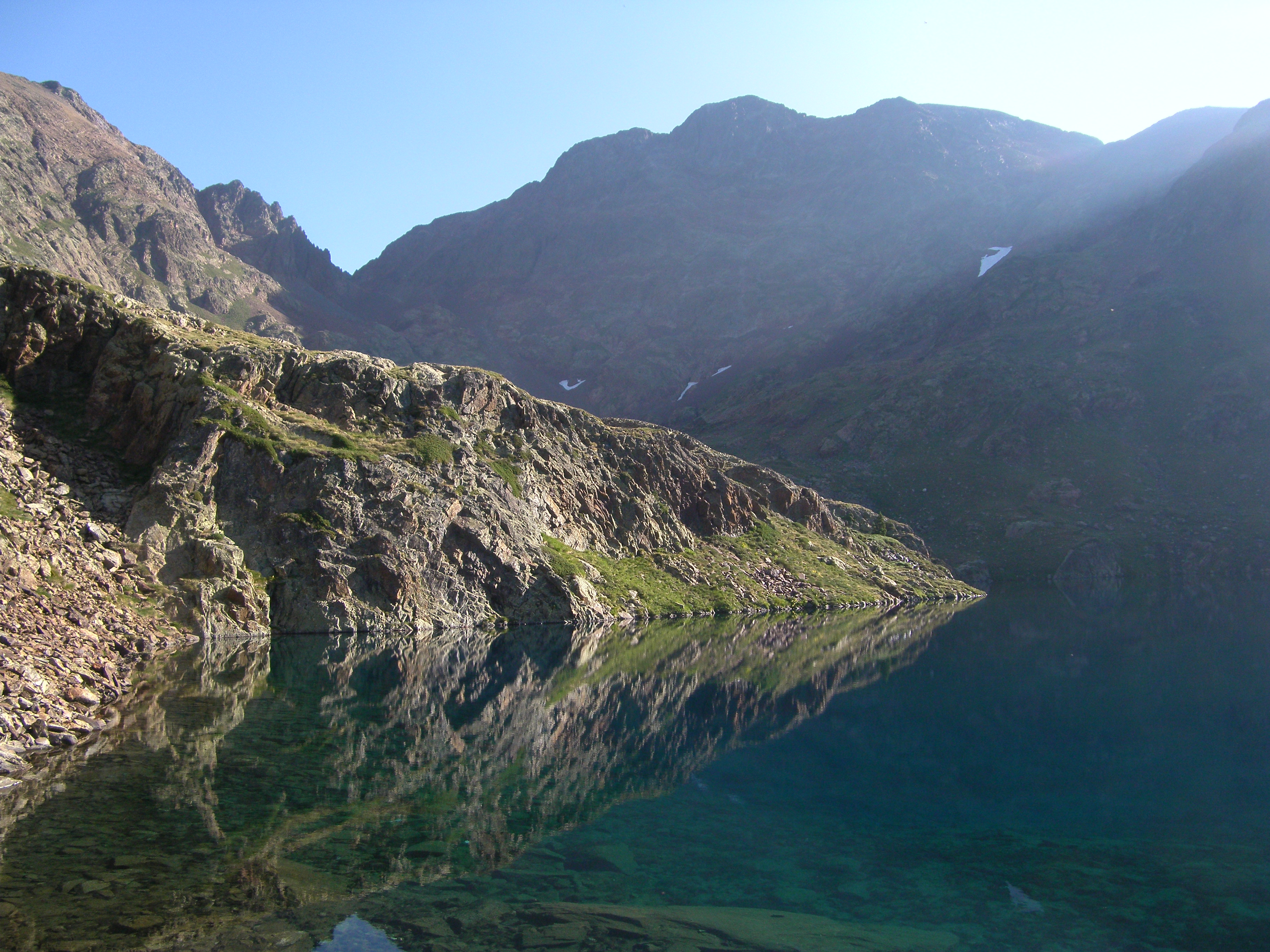
Vue du sommet depuis l'estany d'Estats côté espagnol.

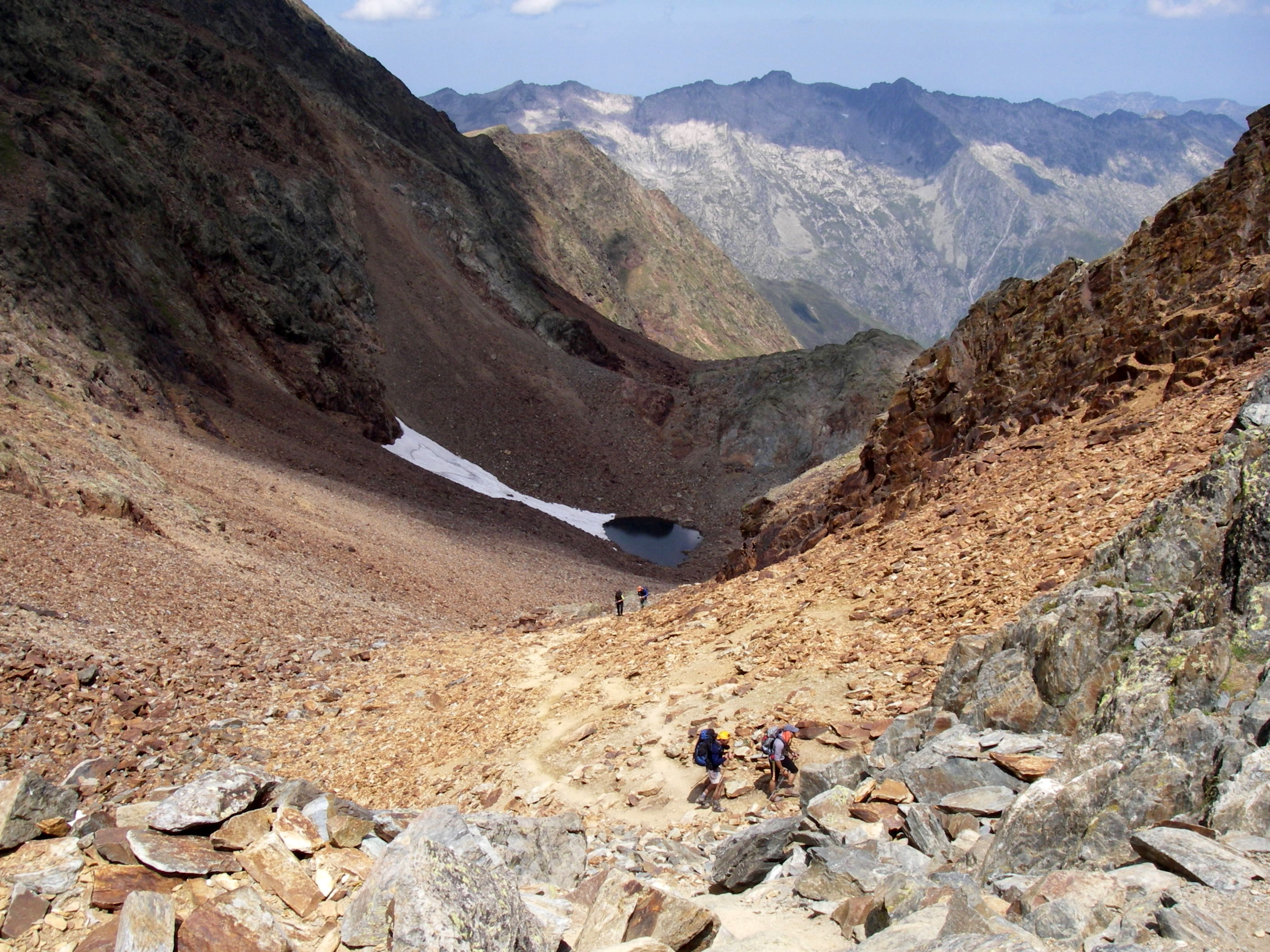
Couloir de montée entre l'estany et le collet.

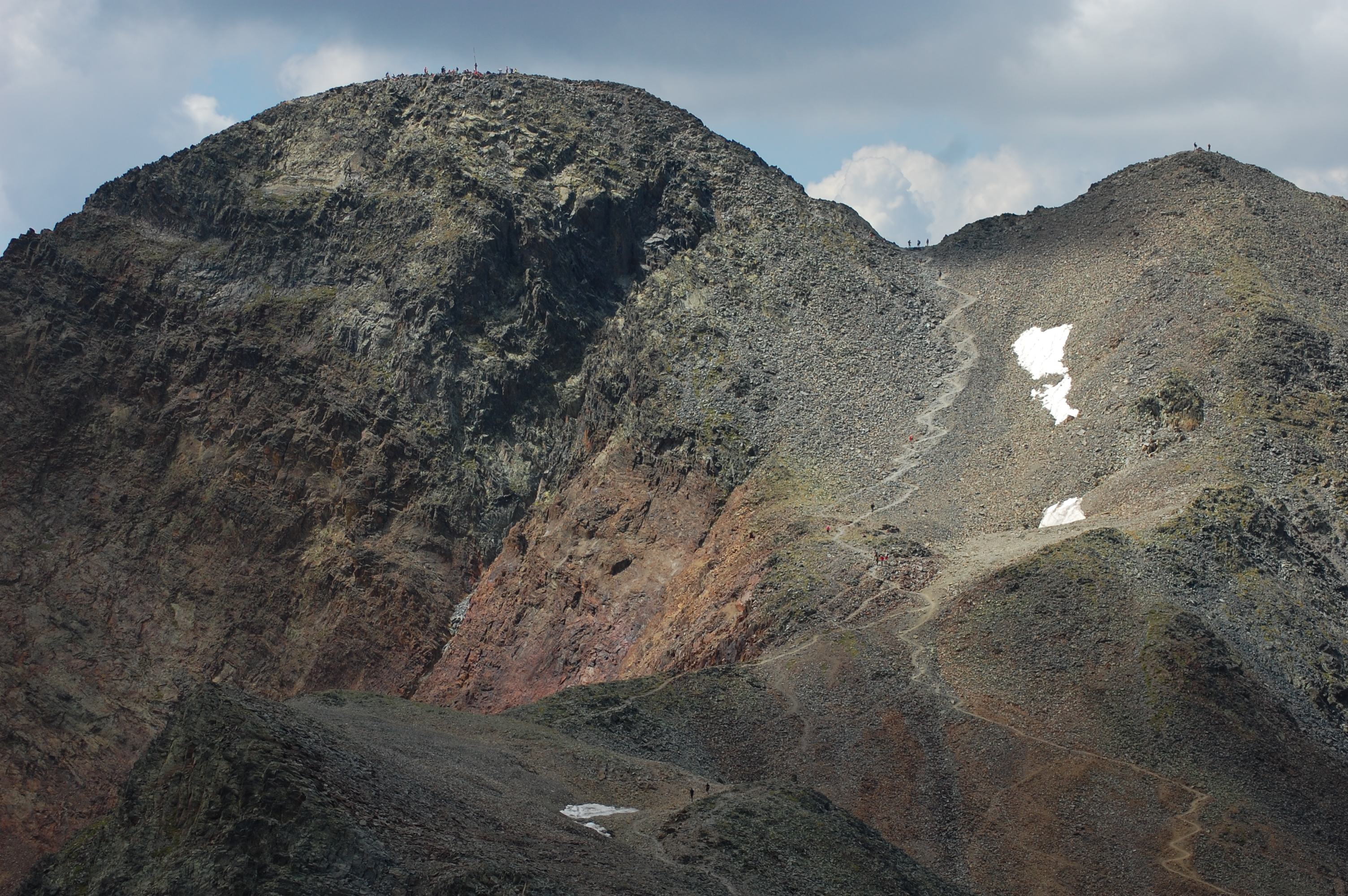
Vue rapprochée du sommet depuis le collet.

La montée à ce sommet peut se faire par plusieurs chemins différents.
Côté français, la voie normale est par le refuge du Pinet et se fait en général en deux jours, une journée pour la marche d'approche, c'est-à-dire jusqu'au refuge. Le deuxième jour consiste principalement à l'ascension du sommet.
Première journée : en venant de la D108 après Auzat, passer le village de Marc et laisser sur votre gauche la voie qui conduit à l'étang de Soulcem et aller sur la voie D66 à droite qui va à l'Artigue, une rivière. La route franchit l'Artigue sur la rive gauche pour nous permettre d'atteindre le parking de la centrale hydroélectrique. La randonnée débute par un chemin facile qui longe l'Artigue. Vers 1 203 m, une passerelle permet de passer sur la rive droite. Puis après quelques minutes, on accède à une bifurcation sur la droite pour aller aux cascades de l'Artigue et à gauche le chemin monte en lacets dans le bois de Fontanal en direction du refuge du Pinet et après un replat à 1 400 m.
Deuxième journée : en partant du refuge, on grimpe par un sentier encaissé qui peut être, suivant la saison, chargé en névés. Au bout d'une heure, on atteint l'étang d'Estats (2 415 m). Par la suite, le sentier s'infléchit vers la gauche pour atteindre l'étang en long du Montcalm (2 557 m). À 2 900 m, on arrive à une sorte de collet d'où il est possible d'accéder à la pique d'Estats et au Montcalm d'un côté, et au pic du Port de Sullo de l'autre. Pour atteindre la pique d'Estats, on tourne le dos aux étangs de la Coumette d'Estats pour arriver à un col (2 978 m). Puis, après une petite montée sur la ligne de crête, on accède au sommet.
Côté espagnol, l'ascension se fait depuis l'estany de Sotllo et l'estany d'Estats. Le sommet se trouve au nord-est de ses lacs et il faut emprunter un couloir caillouteux jusqu'à un collet. Le sommet se trouve alors sur la droite.